# ميجر رايت
ميجر رايت (بالإنجليزية: Major Wright)‏ هو لاعب كرة قدم أمريكية أمريكي، ولد في 1 يوليو 1988 في لاودرديل ليكس في الولايات المتحدة.

## وصلات خارجية
- ميجر رايت على موقع مرجع كرة القدم المحترفة.كوم (الإنجليزية)